# Siphonarioidea
Siphonarioidea es un grupo taxonómico de caracoles de mar del clado Panpulmonata.

## Taxonomía
Taxonomía 2005
Antes era una superfamilia del grupo informal Basommatophora dentro de Pulmonata.
Taxonomía 2010
Basommatophora (Siphonarioidea y Amphiboloidea y Hygrophila) se considera polifilético y así Jörger lo ha trasladado de Siphonarioidea a Panpulmonata.